# Pitagora Suicchi
Pitagora suicchi (japanska ピタゴラスイッチ, av engelska Pythagorean Switch) är ett japanskt barnprogram på TV-kanalen NHK. Programmet, som har visats sedan 2002, är ett utbildningsprogram som försöker att utveckla barns tankesätt. Programledare är Masahiko Satou (佐藤雅彦) och Masumi Uchino (内野真澄).
Programmet kretsar kring en dockteater, men själv utbildningsdelarna är mindre programsegment som tar upp världsfenomen och principer. Programmet har blivit känt utanför den japansktalande världen för sina inslag med Rube Goldberg-maskiner som visas i början och slutet av programmet samt mellan programsegmenten.
Röster till programmet görs av Dankichi Kuruma (車だん吉), Jun Inoue (井上順) och Tsuyoshi Kuranagi (草彅剛).
Pitagora suicchi har vunnit pris för bästa barnprogram vid Nippon Shou (日本賞), och för bästa barnprogram i kategorin icke-fiktion för barn upp till 6 år vid Pre-Junior 2004 i München.